# Veniliornis sanguineus
Veniliornis sanguineus là một loài chim trong họ Picidae.